# Калугерово (област Пазарджик)
Вижте пояснителната страница за други значения на Калугерово.
Калугерово е село в Южна България, в община Лесичово, област Пазарджик.

## География
Селото е на 16 км северно от гр. Септември и 19 км северозападно от Пазарджик, край двата бряга на река Тополница, при изхода ѝ в пазарджишкото поле, в южното подножие на Средна гора на височина от 255 м. Селото е с преходноконтинентален климат, разположено в горнотракийската климатична подобласт.
Село Калугерово се свързва посредством автомагистрала „Тракия“ с град София (85 км) и град Пловдив (55 км).

## История
Калугерово е старо селище. С името Калугеллер („Калугерите“ на турски) се споменава под това име за първи път в турски регистър от 1576 г. Въпреки че населеното място съществува от Тракийският Период, и е познато под името Castrum Februus.
При строителните работи са намерени керамични парчета от амфори и други съдове, които свидетелстват, че в района е кипял оживен стопански живот още от времето на римо-тракийската епоха. Като потвърждение на гореизложеното може да се добави, че по поречието на река Тополница, в радиус на 4 километра от предприятието се намират останки от три тракийски селища и тракийски път, както и жертвеник в подножието на върха Змейовец – олтар от II – III век преди новата ера. Името “Змейовец” е дадено и на един хълм, който се издига южно от село Калугерово, поради легенда че там е заровен Златен Змей, пренесен от Персия. Като в някои предания се твърди че били два златни лъва с криле.  Около Калугерово има седем хълма, като са намерени останки от крепостни образования. При разкопки от намерените реликви се вижда, че в района от времето на траките се произвежда вино и се продава в пределите на Римската империя.

## Културни и природни забележителности

### Калугеровски манастир „Св. Никола“
Намира се над село Калугерово в полите на Средна гора. Според някои сведения манастирът е съществувал още по време на кръстоносните походи (XI – XIII век) и в 1419 г. е разрушен от турците, но по-късно е възстановен. Споменава се за пръв път в ръкописна бележка от 1693 г. върху миней. През XVII и XVIII век Калугеровският манастир е средище на книжовна дейност. През 1871 г. Васил Левски основава в манастира революционен комитет. По-късно монастирското братство участва дейно в подготовката и избухването на Априлското въстание (1876) и манастирът е опожарен. В периода 1906 – 1908 г. е изграден наново от Кузман Мушев.
Запазена е мраморна плоча от времето на римския император Юлиан (361 – 363) и няколко мраморни плочи от XIX и началото на ХХ век с надписи на български език.

### Други
В землището на селото е открита находка от бронзови двойни брадвички от праисторически времена. Има наличие на тракийски могили.

## Икономика
Селото е с добре развити лозарство, овощарство и животновъдство. Здравната служба в селото е основана през 1905 г. Килийни училища е имало при черквата в Голямата махала (учител Теофил Бейков) и в Малката махала (учител Измирлиев – Македончето); през 1847 е открито класно училище, през 1904 – прогимназия. Читалището в Калугерово носи името „Теофил Бейков“ и е с музейна сбирка.
Има няколко фирми и предприятия, Калуфрукт гр. София, ГаленФарма – цех за производство на лекарства, и др.
Калугерово е център на социалните иновации благодарение на еврофинансиране в рамките на 195 хиляди лева. Проектът „Обмяна на опит и добри практики за успешно местно самоуправление“ е под егидата на Община Лесичово и в партньорство с община Неапол, Италия. Реализирани са множество европроекти, благодарение на които селото има модерен спортен комплекс, обновени читалище и детска градина, туристически център.

## Редовни събития
- 18, 19, 20 юли 2008 година – Илинденски културни дни, Калугерово 2008 година, посветени на 20 юли – Илинден, общоселски празник. Свързва се с легендата за огнените змеиове заровени някъде под построеният параклис на светеца пускащ огън от небето.
- 9 март 2008 година – Неделя Сиропустна. Сирни заговезни. Всеопрощение. Дервишовден (Кукеровден). Един от най-големите и тачени общоселски празници в първото евросело Калугерово, организиран и провеждан от читалище „Теофил Бейков“ посветен, както на християнската традиция за опрощаване на греховете към ближния, така и на езическата традиция, останала още от времето на древните траки, посветена на зараждащата се природа след тежка зима и прогонване на злото от домовете и душите на хората. Впоследствие примесен с традициите на Суфитски дервиши, заселили се до селото.
- 9 май – Свети Николай-Летни. Празничен събор на манастир „Свети Никола“
- 8 септември – Храмов празник на църквата „Света Богородица“в Калугерово
- 6 декември – Храмов празник на манастир „Свети Никола“

## Култура
Местният футболен отбор е „Спартак“.

## Личности
- Лулчо Мушев (1830 – 1908), познат като дядо Лулчо, един от най-богатите земевледелци и производители на вино продавано във Истанбул и Виена, български общественик, първият кмет на селото, благодарение на него са построени първото класно училище, библиотеката и църквата.
- Никола Ръжанков (1840 – 1875), български търговец, часовникар и революционер.
- Кузман Мушев (1883 – 1965), бай Кузман, син на дядо Лулчо, български търговец и производител на вино, с военно образование, служил при Генерал Мархолев, мобилизиран и воювал в периода 1912 – 1918 г., служи в 27-и Чепински пехотен полк, чийто командир става впоследствие, три години изкарва във военнопленничество в Гърция. На фронта заминава с 30 жители на Калугерово, връща ги всички живи обратно.
- Др. Иван Сребрин (1913-1944), революционер от БКП.
- Бейко Николов Гащанов (около 1835 – неизв.), Бейко войвода, български хайдутин ограбвал кервани за главата на който е била обявена награда от 500 жълтици.

## Галерия
- Читалище „Теофил Бейков“
- Военен паметник в с. Калугерово
- Централният площад